# G.O.A.T. (Princess Nokia)
G.O.A.T. è un singolo della rapper statunitense Princess Nokia, pubblicato il 28 giugno 2017 come primo estratto dall'EP 1992. È il primo singolo pubblicato sotto la Rough Trade Records.

## Descrizione
Il testo è autocelebrativo, e vede Nokia rappare del suo successo su una base cupa e aggressiva.

## Video musicale
Il video musicale è stato pubblicato il 28 giugno 2017, in concomitanza con l'uscita del singolo. Diretto da sé stessa e Milah Libin, presenta Nokia vestita in stile anni '90 a bordo di una Polaris Slingshot.

## Tracce
Testi di Destiny Frasqueri, musiche di OG Wally West.
1. G.O.A.T. – 2:43